# Ognjen Vukojević
Ognjen Vukojević (Bjelovar, 20 december 1983) is een Kroatisch voetballer die bij voorkeur als middenvelder speelt. Hij verruilde in 2015 FC Dynamo Kiev voor Austria Wien.

## Interlandcarrière
Vukojević speelde sinds 2007 in totaal 39 wedstrijden voor de Kroatische nationale ploeg, waarin hij viermaal scoorde. In de periode 2003-2005 speelde hij zeventien wedstrijden voor Kroatië onder 21, waarin hij drie keer scoorde. Hij maakte zijn debuut op 16 oktober 2007 in een vriendschappelijke wedstrijd tegen Slowakije (3-0 winst). Bij zijn debuut maakte hij meteen zijn eerste doelpunt. Op 29 mei 2012 maakte toenmalig bondscoach Slaven Bilić zijn definitieve en 23-koppige selectie bekend die Kroatië vertegenwoordigde op het Europees kampioenschap voetbal 2012 in Polen en Oekraïne, inclusief Vukojević die rugnummer 8 kreeg toebedeeld.
Vukojević werd opgenomen in de Kroatische selectie voor het wereldkampioenschap in Brazilië door bondscoach Niko Kovač, op 31 mei 2014. Op het wereldkampioenschap kwam Vukojević in geen enkele wedstrijd in actie. In een brief aan de president van de Kroatische voetbalbond, Davor Šuker, kondigde Vukojević, na vijfenvijftig wedstrijden voor Kroatië te hebben gespeeld, aan dat hij stopte als international.